# 크루프 장갑

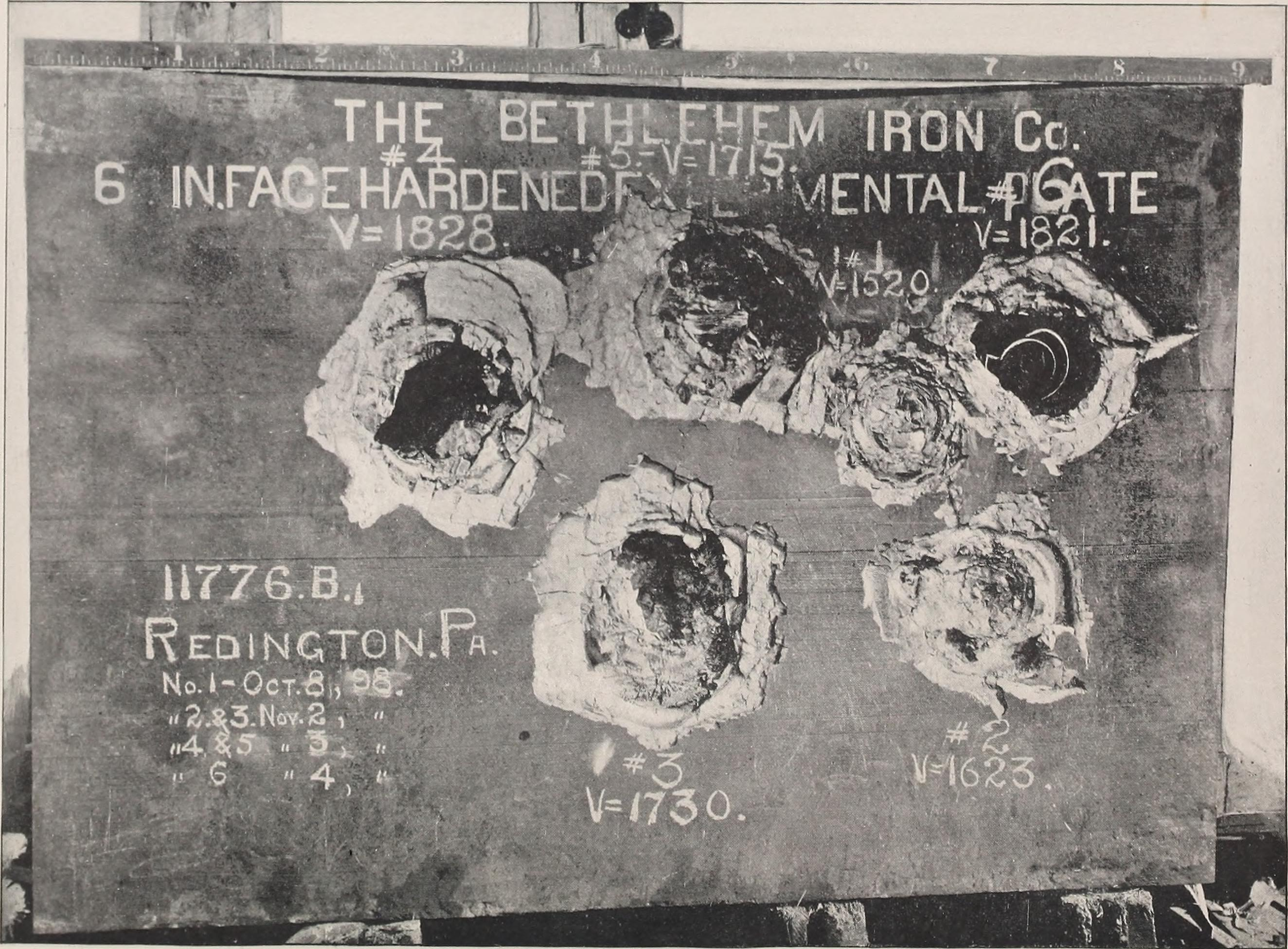
1898년 6인치 (150 mm) 크루프 장갑판 실험

크루프 장갑(Krupp armour)은 19세기말 직전에 개발된 주력함 건조에 사용되는 강철 장갑의 유형이다.(이후 더 개선된 크루프 시멘트 장갑(Krupp cemented armour)으로 대체되었다.) 이것은 1893년 독일의 크루프 사에 의해 개발되었고, 해군 함선의 주요 장갑 방식인 하비 강을 빠르게 대체했다.

## 원래의 크루프 장갑
최초에 만들어진 크루프 장갑은 하비 장갑과 매우 유사했다. 그러나 하비 장갑의 프로세스는 일반적으로 니켈강을 사용했지만, 크루프 장갑의 프로세스는 부가적인 경화를 위해 합금에 1%의 크롬을 더했다. 또한, 하비 장갑이 열을 가열하고, 그 표면 위에 장기간(약 7주) 석탄을 쏟아 침탄화를 하는 반면, 크루프 장갑은 한 단계 더 나갔다. 석탄으로 표면 위에 비효율적인 탄소를 주입하는 대신, 크루프 장갑은 탄소 함유 기체를 뜨거운 강철에 덧 바름으로써 더 깊은 탄소 침탄화를 이뤄냈다. 일단 침탄화 과정이 완료되면, 금속은 빠르게 침탄화된 표면을 가열해 주면 표면경화로 변형된다. 이때 고열은 강철의 30%~40% 깊이로 침투하여, 빠르게 최초로 가열된 것을 담금질하고 그후 강철의 양면에 강력하게 물과 기름을 분사한다.
크루프 장갑은 세계의 주요 해군에 빠르게 채용되었다. 탄두 실험에서 25.9cm의 크루프 장갑은 30.4 cm의 하비 장갑과 동등한 방호력을 보여주었기 때문이다.

## 크루프 시멘트 장갑
20세기 초에, 크루프 장갑은 진화된 변종 크루프 시멘트 장갑(Krupp cemented steel, K.C. 장갑, 또는 KCA)을 개발하면서 구식이 되었다.